# Keystone (Iowa)
Keystone es una ciudad ubicada en el condado de Benton en el estado estadounidense de Iowa. En el censo de 2010 tenía una población de 622 habitantes y una densidad poblacional de 532,5 personas por km².

## Geografía
Keystone se encuentra ubicada en las coordenadas 41°59′59″N 92°11′54″O / 41.99972, -92.19833. Según la Oficina del Censo de los Estados Unidos, Keystone tiene una superficie total de 1.17 km², de la cual 1.17 km² corresponden a tierra firme y (0%) 0 km² es agua.

## Demografía
Según el censo de 2010, había 622 personas residiendo en Keystone. La densidad de población era de 532,5 hab./km². De los 622 habitantes, Keystone estaba compuesto por el 99.2% blancos, el 0% eran afroamericanos, el 0.48% eran amerindios, el 0.16% eran asiáticos, el 0% eran isleños del Pacífico, el 0% eran de otras razas y el 0.16% pertenecían a dos o más razas. Del total de la población el 0.64% eran hispanos o latinos de cualquier raza.